# Elk Mountain, British Columbia
Elk Mountain är ett berg i Kanada.   Det ligger i provinsen British Columbia, i den södra delen av landet, 3 400 km väster om huvudstaden Ottawa. Toppen på Elk Mountain är 1 432 meter över havet.
Terrängen runt Elk Mountain är varierad.Närmaste större samhälle är Chilliwack, 12,2 km nordväst om Elk Mountain.
I omgivningarna runt Elk Mountain växer i huvudsak barrskog. Runt Elk Mountain är det mycket glesbefolkat, med 4 invånare per kvadratkilometer.